# Ibeyí

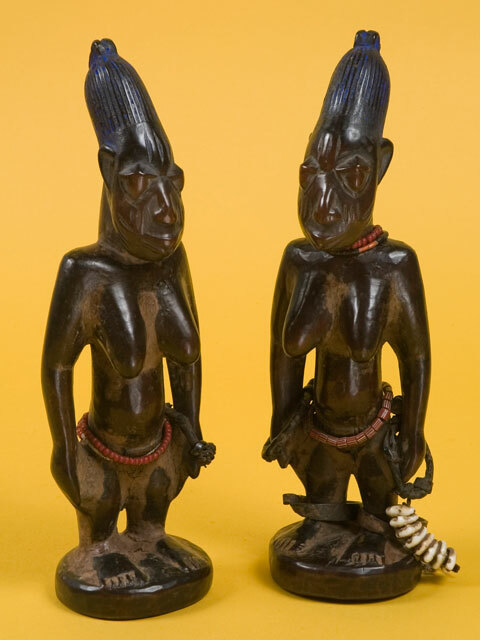
Un par de mujeres antes de las cifras ibeji gemelas en la colección permanente del Museo de los Niños de Indianápolis.

Según la mitología yoruba, los Ibeji o Ebeji son dos orishas menores; son gemelos, varón y mujer, y se llaman Taewo y Kainde. Son hijos de Shangó y Oshun, aunque en algunas zonas consideran que su madre es oyá, y fueron criados por Yemayá. 
Los Ibeji salvaron a los hombres del Diablo, molestándole con sus tambores hasta que prometió marcharse y quitar las trampas que había colocado para cazarlos. 
Están considerados como patronos de los gemelos, pero protegen a todos los niños y se les invoca cuando están enfermos. Cuando un gemelo muere, se hace un muñeco que le representa y el superviviente debe compartir todo lo que tenga con él, para impedir que los Ibeji se lo lleven con su hermano.  
El 27 de septiembre se celebra su fiesta, en la que se reparten dulces a los niños. Sus símbolos son objetos dobles: tambores, campanillas o tinajas. Se les identifica con los santos católicos Cosme y Damián, dos hermanos martirizados en tiempos de Dioclesiano, y se les representa con dos muñecos de madera sentados sobre taburetes y unidos por un cordel.